# Pelourinho de Cabeção
O Pelourinho de Cabeção situa-se no largo da Junta de freguesia em Cabeção, no município de Mora, no distrito de Évora. O pelourinho foi classificado como Imóvel de Interesse Público a 11 de Outubro de 1933.